# Uwe Raab
Uwe Raab (* 26. července 1962 Lutherstadt Wittenberg) je bývalý německý cyklista.

## Amatérská kariéra

### Jednorázové závody
Největším úspěchem v jeho kariéře bylo vítězství v závodě amatérů s hromadným startem na mistrovství světa v silniční cyklistice 1983, po němž byl také vyhlášen sportovcem roku Německé demokratické republiky. Na soutěži Družba 84 obsadil v silničním závodě druhé místo. Na mistrovství světa v silniční cyklistice 1986 získal s týmem NDR bronzovou medaili v časovce družstev. Startoval také na Letních olympijských hrách 1988, kde obsadil v závodě jednotlivců 23. místo. Třikrát byl mistrem NDR v časovce jednotlivců a čtyřikrát v časovce družstev.

### Etapové závody
Zúčastnil se Závodu míru v letech 1983–1989. Získal sedm etapových vítězství a osm etap odjel ve žlutém trikotu vedoucího jezdce. V celkovém pořadí skončil nejlépe na šestém místě v letech 1983 a 1989, třikrát získal modrý trikot za vítězství v hodnocení zemí (1983, 1987 a 1989). Vyhrál Kolem Durynska 1982, Tour de l'Yonne 1983, Harzrundfahrt 1985 a Kolem NDR 1988, byl druhý na závodě Dolním Saskem 1983 a 1985.

## Profesionální kariéra
Od roku 1990 jezdil profesionálně. V letech 1990 a 1991 vyhrál bodovací soutěž na Vuelta a España, v roce 1990 byl členem nejlepšího týmu na Grand Prix de la Libération. Získal také etapová vítězství na Tirreno–Adriatico a Kolem Aragonska, byl čtvrtý v klasickém závodě Milán – San Remo 1992. Čtyřikrát startoval na Tour de France, nejlepším výsledkem bylo 84. místo v roce 1994.